# Mesochorus philippinensis
Mesochorus philippinensis är en stekelart som beskrevs av William Harris Ashmead 1904. Mesochorus philippinensis ingår i släktet Mesochorus och familjen brokparasitsteklar. Inga underarter finns listade i Catalogue of Life.